# Anagrus ainu
Anagrus ainu is een vliesvleugelig insect uit de familie Mymaridae. De wetenschappelijke naam is voor het eerst geldig gepubliceerd in 2004 door Triapitsyn & Berezovskiy.